# Moson Kahni
Moson Kahni fue una ciudad de invierno utilizada por la tribu shoshone del norte durante el siglo XIX. Está localizada dentro de Cache Valley, en partes de los actuales Franklin y Preston, Idaho. En shoshoni, Moson Kahni significa "Casa de los Pulmones", una referencia a los montones abundantes de holocrystalline syeno-diorita, el cual parecía verse como pulmones para los shoshone. Moson Kahni es considerado como un importante refugio shoshoni y campamento permanente de invierno para la tribu.